# Lịch Đạo Nguyên
Lịch Đạo Nguyên (giản thể: 郦道元; phồn thể: 酈道元; bính âm: Lì Dàoyuán; 466 hoặc 472 tại huyện Trác, quận Phạm Dương; nay là Trác Châu, Hà Bắc – 527), tự Thiện Trường, là một nhà địa lý, nhà văn và chính khách Trung Quốc trong thời Bắc Ngụy. Ông được biết đến như là tác giả của Thủy kinh chú (水经注, Shuijingzhu), một tác phẩm đồ sộ về địa lý Trung Quốc thời cổ đại.

## Tiểu sử
Phụ thân ông là Lịch Phạm (郦范, 428-489), từng đảm nhận các chức vụ Bình Đông tướng quân, Thanh Châu thứ sử và được phong làm Vĩnh Ninh hầu. Có thuyết cho rằng ông sinh năm Thiên An thứ nhất (466) thời Bắc Ngụy Hiến Văn Đế, nhưng cũng có thuyết cho rằng ông sinh năm Duyên Hưng thứ hai (472) thời Bắc Ngụy Hiếu Văn Đế. Sau khi cha mất, ông được tập tước, nhưng theo quy chế thì giảm một bậc, nên đổi từ Vĩnh Ninh hầu xuống thành Vĩnh Ninh bá. Tuy nguyên quán là huyện Trác nhưng ông sinh ra và lớn lên tại Thanh Châu.
Ban đầu làm quan tại kinh thành (Bình Thành và Lạc Dương) nhưng nhiều lần được cử đi làm quan tại địa phương. Ông từng nhậm chức Đông Kinh Châu thứ sử. Là vị quan cương trực, hà khắc nên ông không ngại đắc tội với hoàng thân, quốc thích. Kết quả là ông bị bãi miễn chức quan. Mười năm sau, triều đình lại ban cho ông làm doãn Hà Nam. Năm Hiếu Xương thứ nhất (525) thời Bắc Ngụy Hiếu Minh Đế ông được triều đình cử đem quân đến Bành Thành thảo bình cuộc phản loạn của Nguyên Pháp Tăng (455-537), nhân có công được thăng làm ngự sử trung úy (chức quan đứng đầu ngự sử đài). Do bắt giam bộ hạ được sủng ái của Nhữ Nam vương Nguyên Duyệt (494-533) là Khâu Niệm và đàn hặc ông này nên đã gây thù chuốc oán với ông ta. Năm 527, thứ sử Ung Châu là Tiêu Bảo Dần (483-530) âm mưu phản loạn. Lợi dụng cơ hội này Nguyên Duyệt tấu xin triều đình cử Lịch Đạo Nguyên làm Quan Trung đại sứ, cùng em trai là Lịch Đạo Tuấn, hai con trai ông và 100 binh sĩ đến phủ dụ Tiêu Bảo Dần. Kết quả là Lịch Đạo Nguyên bị Tiêu Bảo Dần cử bộ tướng là Quách Tử Khôi dẫn trên 2.000 quân tới sát hại tại dịch trạm Âm Bàn (nay là phía đông bắc quận Lâm Đồng, thành phố Tây An, tỉnh Thiểm Tây).
Ngụy thư ghi chép về ông tại Quyển 89: Liệt truyện 77 Khốc lại truyện - 酈道元.

## Thủy kinh chú
Lịch Đạo Nguyên sử dụng vị trí của ông là một quan chức với công việc thay đổi nhiều nơi để thực hiện việc điều tra thực địa. Ông đã từng có mặt ở những nơi ngày nay thuộc các tỉnh Hà Nam, Sơn Đông, Sơn Tây và Giang Tô.
Một nguồn kiến thức khác của ông là nghiên cứu các sách địa lý cổ mà ông có thể tiếp cận, như Sơn hải kinh được biên soạn vào thời kỳ đầu Tây Hán) và Thủy kinh do Tang Khâm viết trong thời kỳ Tam Quốc và sau này được Quách Phác thời Tấn chú giải. Lịch Đạo Nguyên đã bổ sung và mở rộng rất nhiều cho Thủy kinh bằng nghiên cứu và công việc thực địa của chính ông. Bản gốc của Thủy kinh không còn nhưng nó đề cập tới 127 sông suối và chứa khoảng 10.000 từ; trong khi Thủy kinh chú của Lịch Đạo Nguyên thảo luận về 1.252 sông suối và chứa khoảng 300.000 từ. Cuốn sách này cũng lập bản đồ và mô tả các sông suối cùng với lịch sử, địa lý và văn hóa của khu vực xung quanh.